# Joyce Quin
Pour les articles homonymes, voir Quin.
Joyce Gwendolen Quin, née le 26 novembre 1944 à Tynemouth, est une femme politique britannique.

## Biographie
Membre du Parti travailliste, elle siège au Parlement européen de 1979 à 1989, à la Chambre des communes du Royaume-Uni de 1987 à 2005 et à la Chambre des lords depuis 2006.
Elle est ministre d'État des Prisons de 1997 à 1998 et ministre d'État chargé de l'Europe de 1998 à 1999 et ministre d'État de l'Agriculture, de la Pêche et l'Alimentation de 1999 à 2001 au sein du Gouvernement Blair.